# Mykolas Alekna
Mykolas Alekna (* 28. September 2002 in Vilnius) ist ein litauischer Leichtathlet, der sich auf den Diskuswurf spezialisiert hat. Er ist der Sohn des Olympiasiegers Virgilijus Alekna und wurde 2022 der bisher jüngste Europameister in dieser Disziplin. Im April 2025 stellte er mit 75,56 m einen neuen Weltrekord auf.

## Sportliche Laufbahn
Erste internationale Erfahrungen sammelte Mykolas Alekna im Jahr 2019, als er beim Europäischen Olympischen Jugendfestival (EYOF) in Baku mit einer Weite von 54,13 m den neunten Platz mit dem leichteren 1,5-kg-Diskus belegte. 2021 siegte er bei den U20-Europameisterschaften in Tallinn mit 68,00 m mit dem U20-Diskus und anschließend sicherte er sich auch bei den U20-Weltmeisterschaften in Nairobi mit 69,81 m die Goldmedaille und stellte damit einen neuen Meisterschaftsrekord sowie einen U20-Landesrekord auf. Im Herbst begann er ein Studium an der University of California, Berkeley und warf im März 2022 mit dem regulären Diskus über 66 Meter und erbrachte damit die Qualifikationsnorm für die Weltmeisterschaften in Eugene. Dort gewann er mit 69,27 m im Finale hinter Kristjan Čeh die Silbermedaille. Im August 2022 siegte er dann bei den Europameisterschaften in München mit einem Wurf auf 69,78 m.
Im April 2023 verbesserte er sich in den Vereinigten Staaten auf 71,00 m und siegte dann im Juli bei den U23-Europameisterschaften in Espoo mit neuem Meisterschaftsrekord von 68,34 m. Bei den Weltmeisterschaften im August in Budapest eroberte mit einer Weite von 68,85 m die Bronzemedaille hinter dem Schweden Daniel Ståhl und Kristjan Čeh aus Slowenien. Am 14. April 2024 erzielte Alekna bei einem Wettkampf in Ramona in den Vereinigten Staaten eine Weite von 74,35 m. Die zunächst gemessene Weite von 74,41 m wurde im Nachhinein korrigiert. Damit überbot Alekna den mit fast 38 Jahren ältesten Weltrekord in der Männer-Leichtathletik von Jürgen Schult um 27 cm. Es folgten Siege bei den Diamond League Meetings in Marrakesch mit 70,70 m sowie mit 70,91 m bei den Bislett Games in Oslo. Bei der Bauhaus-Galan siegte er mit 68,64 m und fuhr damit als Topfavorit zu den Europameisterschaften in Rom, musste sich dort aber mit 67,48 m dem Slowenen Kristjan Čeh sowie Lukas Weißhaidinger aus Österreich geschlagen geben und gewann die Bronzemedaille. Anschließend siegte er mit 69,07 m bei den FBK Games sowie mit 70,20 m beim Gyulai István Memorial. 
Im August 2024 warf er bei den Olympischen Sommerspielen in Paris im Finale zunächst mit 69,97 m einen neuen olympischen Rekord, musste sich aber im selben Wettkampf überraschend dem Jamaikaner Rojé Stona geschlagen geben und gewann die Silbermedaille. 
Am 13. April 2025 übertraf er erneut in Ramona seinen Weltrekord um mehr als einen Meter und erzielte eine Weite von 75,56 m.